# 249541 Steinem
249541 Steinem este o planetă minoră (asteroid), cu un diametru de 5,257 km, din centura de asteroizi. A fost descoperită pe 19 aprilie 2010 la Wide-field Infrared Survey Explorer⁠(d) de Wide-field Infrared Survey Explorer⁠(d) și a fost numită după Gloria Steinem. 
Obiectul prezintă o orbită caracterizată de o semiaxă mare de 3,0510213358424 UAi, o excentricitate de 0,09, o înclinație de 9,5 ° în raport cu ecliptica.